# Новониколаевка (Краснодарский край)
Новоникола́евка — хутор в Усть-Лабинском районе Краснодарского края России. Входит в состав Александровского сельского поселения.

## Варианты названия
- Ново-Николаевка,
- Ново-Николаевское,
- Ново-николаевское[2].

## География
Хутор расположен на левом берегу Кубани (в 1,5 км от русла), в 5 км к северу от центра сельского поселения — хутора Александровского. В 2 км западнее хутора Новониколаевка расположен хутор Красный, в 3 км северо-восточнее — хутор Семёновка.
В Новониколаевке одна улица — Красная.

## Население
| 1897 | 1916 | 1926 | 2002 | 2010 |
| ---- | ---- | ---- | ---- | ---- |
| 520  | ↗793 | ↗900 | ↘239 | ↘160 |